# Umm Layla
Umm Laila (arabisch ليلى بنت أبي مرة بن عروة بن مسعود الثقفي, DMG Lailā bt. Abī Murra b. ʿUrwa b. Masʿūd aṯ-Ṯaqafī) wurde als Layla Al-Thaqafiyyah geboren und war die Tochter von Abu Murrah 'Urwah Ibn Mas'ud al-Thaqaf und dessen Frau Maymunah, deren Vater Abū Sufyān ibn Harb war. Ein weiterer berühmter Familienangehöriger war ihr Onkel Muʿāwiya I.
Layla Al-Thaqafiyyah heiratete den Imam al-Husain ibn ʿAlī und war die Mutter von ʿAlī al-Akbar bin al-Ḥusain. In der Schlacht von Kerbela verlor sie sowohl ihren Mann als auch ihren Sohn. Schriftliche Erwähnungen beschreiben sie als gottesfürchtig und geben an, sie sei beim Tod ihres Mannes und Sohnes anwesend gewesen.
Der Überlieferung nach, warf sie sich auf den toten Körper ihre Sohnes und wird daher bei den Schiiten als „Mutter der Märtyrer“ verehrt.